# Nadi (Fidji)
 (mai 2014).
Si vous disposez d'ouvrages ou d'articles de référence ou si vous connaissez des sites web de qualité traitant du thème abordé ici, merci de compléter l'article en donnant les références utiles à sa vérifiabilité et en les liant à la section « Notes et références ».
Pour les articles homonymes, voir Nadi.
Nadi (prononcé « Nandi ») est une ville des îles Fidji située au nord-ouest de l'île principale de Viti Levu. C'est la troisième agglomération du pays avec près de 40 000 habitants selon le recensement de 2007.

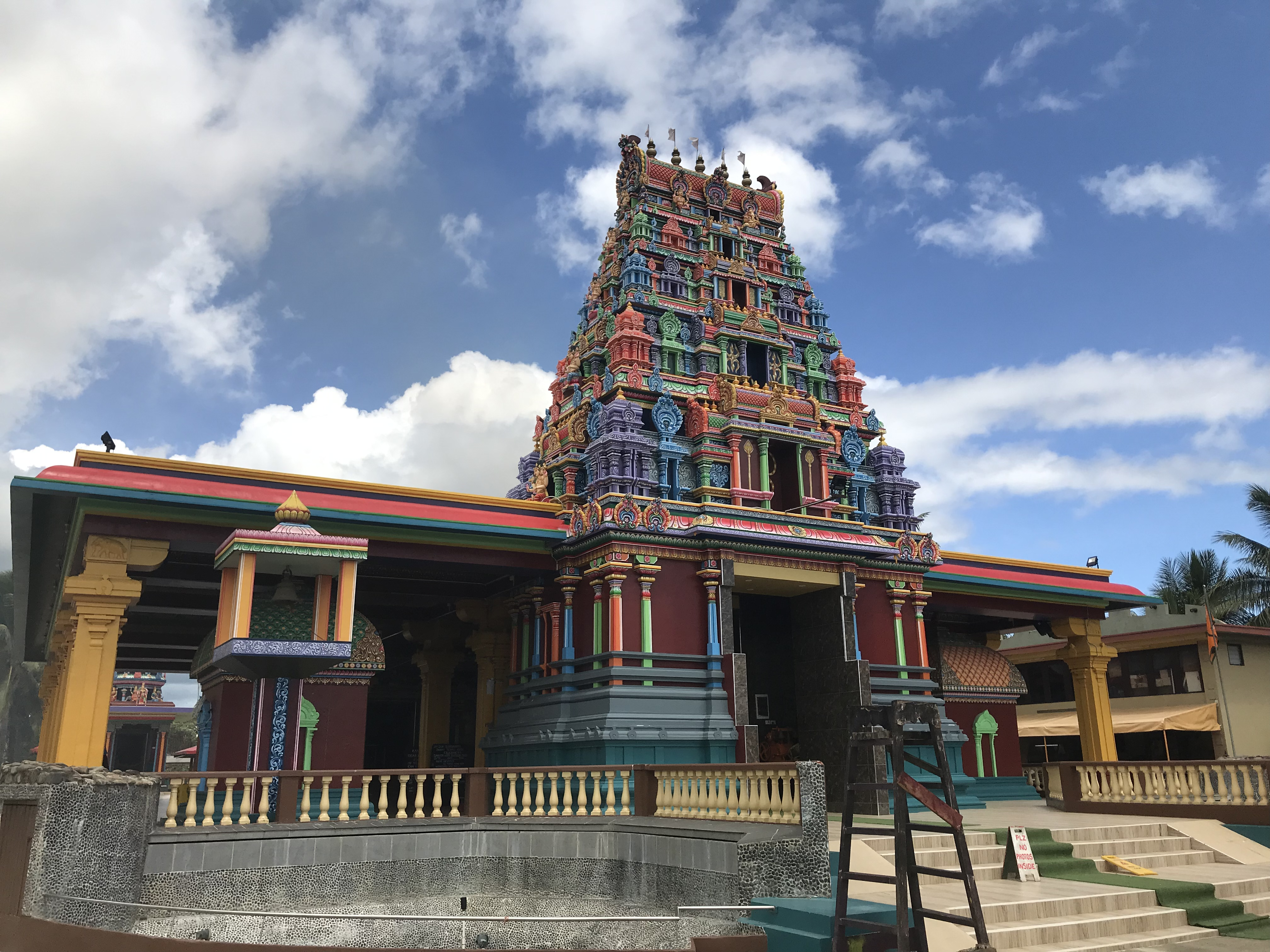
Temple hindou

## Climat
Nadi possède un climat tropical mousson (Köppen: Am), caractérisé par des températures chaudes toute l'année. Les températures maximales montent au-dessus de 28,5 ºC durant tous les mois ; tandis que les températuress minimales ne descendent que jusqu'à 19,2 ºC en juillet. Par rapport à Suva, l'ombre pluviométrique du Mont Tomanivi protège partiellement Nadi, surtout en hiver (quand l'Alizé est plus fréquent). Par conséquent, bien que les précipitations annuelles soient abondantes — environ 1 999,4 mm — il y a une courte saison sèche du juillet à août ; la longue saison humide est moins intense et insupportable. Il y a en moyenne 102,8 jours pluvieux par an, et la ville se profite de 2481,6 heures d'ensoleillements.
| Mois                                            | jan.  | fév.  | mars  | avril | mai   | juin  | jui.  | août  | sep.  | oct.  | nov.  | déc.  | année   |
| ----------------------------------------------- | ----- | ----- | ----- | ----- | ----- | ----- | ----- | ----- | ----- | ----- | ----- | ----- | ------- |
| Température minimale moyenne (°C)               | 23,3  | 23,3  | 23,3  | 22,6  | 21,1  | 20,1  | 19,2  | 19,4  | 20,3  | 21,3  | 22,3  | 23    | 21,6    |
| Température maximale moyenne (°C)               | 31,4  | 31,5  | 31,3  | 30,8  | 29,7  | 29    | 28,5  | 28,6  | 29,2  | 30,1  | 30,8  | 31,4  | 30,2    |
| Record de froid (°C)                            | 19    | 18,3  | 17,7  | 16,2  | 14    | 13,6  | 11,7  | 11,3  | 13,3  | 14,4  | 15,1  | 17,2  | 11,3    |
| Record de chaleur (°C)                          | 36,7  | 35,4  | 35    | 34,3  | 34,1  | 33,5  | 32,9  | 34,3  | 34    | 34,6  | 36,3  | 35,9  | 36,7    |
| Ensoleillement (h)                              | 206,9 | 186,5 | 192   | 192,8 | 209,7 | 198,7 | 218,4 | 221,2 | 202,5 | 221,4 | 216,1 | 215,4 | 2 481,6 |
| Précipitations (mm)                             | 365,2 | 335,5 | 350,5 | 187,8 | 92,2  | 57    | 50,5  | 64,7  | 72,3  | 87    | 126,5 | 210,2 | 1 999,4 |
| dont nombre de jours avec précipitations ≥ 1 mm | 14,1  | 15,1  | 16,2  | 9,9   | 4,9   | 3,6   | 3,1   | 4,1   | 4,7   | 6,5   | 8,7   | 11,9  | 102,8   |
| Humidité relative (%)                           | 81    | 82    | 84    | 82    | 80    | 79    | 76    | 75    | 74    | 75    | 76    | 78    | 78      |

## Transports
L'aéroport international de Nadi (code IATA : NAN • code OACI : NFFN), situé à 9 km de la ville, est le principal aéroport international de cet archipel. C'est la plate-forme de correspondance de Fiji Airways.
Les compagnies aériennes Air Fiji, Qantas, Cathay Pacific ou Air New Zealand desservent cette ville ainsi que de nombreuses compagnies internationales.
Cette ville se situe à 10 mètres d'altitude.

## Personnalités liées à la ville
- Joe Rokocoko (1983-), joueur de rugby à XV international néo-zélandais
- Timoci Nagusa (1987-), joueur de rugby à XV international fidjien